# Tini Wagner
Catharina Wilhelmina ("Tini") Wagner (Amsterdam, 17 december 1919 – Soest, 2 juni 2004) was een Nederlands zwemster. Ze nam eenmaal deel aan de Olympische Spelen en won hierbij één medaille.
Bij de Olympische Zomerspelen 1936 in Berlijn, werd zij samen met Rie Mastenbroek, Willy den Ouden en Jopie Selbach olympisch kampioen op de 4x100 meter vrije slag. Met hun winnende tijd van 4.36,0 bleven zij thuisploeg Duitsland 0,8 seconden voor. Op de 100 meter vrije slag werd zij vijfde en op de 400 meter vrije slag achtste.
Tini Wagner, die uitkwam voor de zwemclub "Het IJ", zwom in 1936 drie wereldrecords, individueel op de 440 en 500 yard vrije slag, en met de estafetteploeg 4x100 meter vrije slag.

## Erelijst

### 100 m vrije slag
- 1936: 5e OS - 1.08,1

### 400 m vrije slag
- 1936: 8e OS - 5.46,0
- 1936: 1e NK - 5.40,60
- 1937: 1e NK - 6.00,0

### 4 x 100 m vrije slag
- 1936:  OS - 4.36,0